# Tomonori Tateishi
Tomonori Tateishi (立石 智紀, Tateishi Tomonori) est un footballeur japonais né le 22 avril 1974.